# أولد سي بريغيد
بن كريمر، المعروف باسم أولد سي بريغيد ، هو كاتب أغاني ومنتج أمريكي.  

## مهنته
أصدر أولد سي بريغيد ألبومه الأول الذي يحمل اسمه الفني في يناير 2016 حيث نال إشادة كبيرة من النقاد.  قضى كريمر العام التالي في جولة في الولايات المتحدة وأوروبا ، بما في ذلك عروض موسيقية مع جوزيف وجوليان بيكر وبنجامين فرانسيس ليفتويتش .    وُصِفت موسيقاه بأنها فولك إيندي مع «إحساس القوطية الجنوبية».  ظهرت موسيقى أولد سي بريغيد في البرامج التلفزيونية البارزة بما في ذلك غريز أناتومي ،  هؤلاء نحن ،  ناشفيل (مسلسل تلفزيوني 2012) ،  و مليون شيء صغير . 

## ديسكغرفي
| عام  | عمل                                   | قائمة التشغيل | ملاحظات                                                                                      |
| ---- | ------------------------------------- | --- | -------------------------------------------------------------------------------------------- |
| 2016 | لواء البحر القديم - EP                | 1. جلبت الحب الوزن </br> 2. أيام أفضل </br> 3. جورجيا </br> 4. النوم في الحديقة </br> 5. المدن | لاول مرة EP                                                                                  |
| 2016 | حلم عيد الميلاد - واحد                | 1. حلم عيد الميلاد | غير مرتبطة                                                                                   |
| 2017 | اغسلني بعيدا - EP                     | 1. مرة اخري </br> 2. اغسلني بعيدا </br> 3. كل نفس </br> 4. تمني الافضل </br> 5. يرقد هنا | محتوى صريح                                                                                   |
| 2017 | نحن ننتمي - أعزب                      | 1. نحن ننتمي | غطاء بات بيناتار                                                                             |
| 2017 | تغطية بلدي - EP                       | 1. موجة مد و جزر </br> 2. تغطية بلدي </br> 3. دعني اعرف </br> 4. انتظر ل </br> 5. هل تعتقد أنه كان على حق؟ | النسخة الصوتية </br> صدر في 2018                                                             |
| 2017 | أغاني للعطلات - EP                    | 1. موتيل 6 وعشية عيد الميلاد </br> 2. عيد الميلاد الأزرق </br> 3. عشية عيد الميلاد يمكن أن تقتلك </br> 4. إذا نجحنا خلال شهر ديسمبر                                                                             | اغنية اصلية </br> غلاف إلفيس بريسلي </br> غلاف الاخوة ايفرلي </br> غلاف ميرل هاغارد والغرباء |
| 2019 | قصيدة لصديق                           | 1. بالوعة </br> 2. رأيت شبح </br> 3. احس بك </br> 4. مقاومة </br> 5. أمل </br> 6. ابق مستيقظا </br> 7. عيون غربية </br> 8. مباشرة من خلال الشمس </br> 9. أريدها مرة أخرى </br> 10. سيجارة </br> 11. قصيدة لصديق | ألبوم لاول مرة                                                                               |
| 2020 | كل الطرق التي تغني بها في الظلام - EP | 1. اتصل بي عندما تهبط 2. الصيف منخفض 3. قطيفة ضوء القمر 4. لوس فيليز | EP التعاوني مع Luke Sital-Singh                                                              |

## روابط خارجية
- الموقع الرسمي